# The Good Brothers
 (juillet 2021).
Palmarès
3 fois IWGP Tag Team Championship
 2 fois WWE Raw Tag Team Championship
3 fois Impact ! World Tag Team Championship
The Good Brothers est une équipe de catcheurs Face, composée de Luke Gallows et Karl Anderson.
Ils ont également travaillés pour la  New Japan Pro Wrestling où ils faisaient partie du clan Bullet Club et pour la World Wrestling Entertainment où ils faisaient partie du clan The OC. Ensemble, ils sont sept fois champions par équipe : 3 fois champions par équipe IWGP, 2 fois champions par équipe de Raw, 1 fois champions par équipe Lariato Pro et 2 fois champions par équipe d'Impact Wrestling. En 2019, ils remportèrent également la coupe du monde par équipe de la WWE.

## Carrière

### New Japan Pro Wrestling (2013-2016)

#### Bullet Club (2013-2016)
Le 11 novembre 2013, la New Japan Pro Wrestling annonce Hankinson, sous le nom de "Doc Gallows", en tant que participant à la World Tag League (2013), où il fera équipe avec Karl Anderson, il rejoint donc le groupe Bullet Club, groupe de gajins dirigé par Prince Devitt. il fait ses débuts à la New Japan Pro Wrestling le 23 novembre, quand lui et Karl Anderson battent Bushi et Kōta Ibushi dans un match non-tournoi, avec Gallows épinglant Bushi pour la victoire. Le 8 décembre, ils battent Great Bash Heel (Togi Makabe et Tomoaki Honma) dans les demi-finales, puis Tencozy (Hiroyoshi Tenzan et Satoshi Kojima) en finale pour remporter le World Tag League 2013 et une chance pour les IWGP Tag Team Championship,. Lors de Wrestle Kingdom 8, ils battent Killer Elite Squad (Davey Boy Smith, Jr. & Lance Archer) est remportent les IWGP Tag Team Championship. Lors de The New Beginning in Hiroshima, ils conservent leur titres contre Killer Elite Squad. Lors de Invasion Attack 2014, ils conservent leur titres contre Hirooki Goto et Katsuyori Shibata,. Sept jours plus tard, ils conservent leur titres contre Captain Taiwan et Hirooki Goto. Le 17 mai, à War of the Worlds (2014), un évènement organisé en collaboration avec la Ring of Honor, ils conservent les titres contre The Briscoe Brothers (Jay Briscoe et Mark Briscoe). Lors de Dominion 6.21, ils conservent les titres contre Hiroshi Tanahashi et Togi Makabe,. Lors de Destruction in Kobe, ils conservent les titres contre Chaos (Kazuchika Okada et Yoshi-Hashi). Lors de Wrestle Kingdom 9, ils perdent les titres contre Hirooki Goto et Katsuyori Shibata,.
Lors de The New Beginning in Osaka, ils battent Hirooki Goto et Katsuyori Shibata et remportent les IWGP Tag Team Championship pour la deuxième fois. Lors de Invasion Attack 2015, ils perdent leurs titres contre The Kingdom (Michael Bennett et Matt Taven),. Lors de Dominion 7.5 in Osaka-jo Hall, ils battent The Kingdom et remportent les IWGP Tag Team Championship pour la troisième fois. Lors de Destruction in Okayama, ils conservent les titres contre Tencozy. Lors de Wrestle Kingdom 10, ils perdent les titres contre Great Bash Heel.

### Autres Fédérations (2014-2015)
Ils participent au wXw World Tag Team Tournament 2015 de la Westside Xtreme Wrestling où lors du premier tour, ils battent les French Flavour (Lucas Di Leo et Peter Fischer), mais ils sont éliminés lors des quarts de finale à la suite de leur défaite face à Big Daddy Walter et Zack Sabre, Jr.,.

### Global Force Wrestling (2015)
Le 22 août 2015, ils perdent contre Reno Scum.

### World Wrestling Entertainment (2016-2020)

#### Débuts àRaw, champions par équipe deRaw(2016-2017)
Le 11 avril à Raw, ils effectuent leurs débuts dans le show rouge, en tant que Heel en attaquant les Usos. Le 25 avril à Raw, les deux hommes effectuent leur premier match en battant les Samoans. Le lendemain à Raw, le Club se forme officiellement et ensemble, ils battent Roman Reigns et les Usos dans un 6-Man Tag Team Match. Le 22 mai à Extreme Rules, ils battent les Usos dans un Tornado Tag Team Match. Le 30 mai à Raw, AJ Styles et eux accueillent le retour de John Cena en lui serrant la main, mais l'attaquent dans le dos. Le 19 juin à Money in the Bank, ils aident leur frère à battre John Cena, à la suite de l'évanouissement de l'arbitre.
Le 19 juillet lors du Draft, ils restent officiellement au show rouge, tandis qu'AJ Styles est annoncé être officiellement transféré à SmackDown Live, ce qui marque la séparation du trio. Le 23 juillet à Battleground, les trois hommes perdent face à Enzo Amore, Big Cass et John Cena dans un 6-Man Tag Team Match. Le 25 septembre à Clash of Champions, ils ne remportent pas les titres par équipe de Raw, battus par le New Day.
Le 30 octobre à Hell in a Cell, ils battent Enzo Amore et Big Cass. Le 20 novembre aux Survivor Series, l'équipe Raw (Enzo Amore, Big Cass, The Bar, le New Day, les Shining Stars et eux) bat celle de SmackDown (Heath Slater, Rhyno, les Usos, les Hype Bros et American Alpha) dans un 10-on-10 Traditional Survivor Series Elimination Tag Team Match.
Le 29 janvier 2017 lors du pré-show au Royal Rumble, ils deviennent les nouveaux champions par équipe de Raw en battant The Bar, remportant les titres pour la première fois de leurs carrières. Le 5 mars à Fastlane, ils conservent leurs titres en battant Enzo Amore et Big Cass.
Le 2 avril à WrestleMania 33, ils perdent un Fatal 4-Way Tag Team Ladder Match face aux Hardy Boyz, qui inclut également The Bar, Enzo Amore et Big Cass, ne conservant pas leurs titres. Le 30 avril lors du pré-show à Payback, ils perdent face à Enzo Amore et Big Cass.

#### Bálor Club et Draft àSmackDown Live(2018)
Le 1er janvier 2018 à Raw, ils effectuent un Face Turn en s'alliant avec Finn Bálor, reformant le Bálor Club et ensemble, les trois hommes battent The Miztourage (Bo Dallas et Curtis Axel) et Elias dans un 6-Man Tag Team Match. Le 28 janvier lors du pré-show au Royal Rumble, ils perdent face aux Revival. Le 25 février lors du pré-show à Elimination Chamber, ils battent le Miztourage.
Le 8 avril lors du pré-show à WrestleMania 34, ils ne remportent pas la bataille royale en la mémoire d'André the Giant, gagnée par "Woken" Matt Hardy. Le 17 avril à SmackDown Live, lors du Superstar Shake-Up, ils sont annoncés être officiellement transférés au show bleu, ce qui marque la fin de leur alliance avec l'Irlandais qui, de son côté, reste officiellement au show rouge. Le 27 avril au Greatest Royal Rumble, ils entrent dans le Royal Rumble masculin en 21e et 32e positions, mais se font éliminer par Rey Mysterio et Randy Orton. Le 17 juin lors du pré-show à Money in the Bank, ils ne remportent pas les titres par équipe de SmackDown, battus par les Bludgeon Brothers.
Le 18 novembre lors du pré-show aux Survivor Series, l'équipe SmackDown (les Usos, SAnitY, The Colóns, le New Day et eux) perd face à celle de Raw (Bobby Roode, Chad Gable, les Revival, la B-Team, Lucha House Party et The Ascension) dans un 10-on-10 Traditional Survivor Series Man's Elimination Tag Team Match.

#### Retour àRaw, reformation du Club, doubles champions par équipe deRawet départ (2019-2020)
Le 29 avril à Raw, lors du Superstar Shake-Up, ils sont annoncés être officiellement transférés au show rouge.
Le 1er juillet à Raw, après la défaite d'AJ Styles face à Ricochet pour le titre des États-Unis de la WWE, ils effectuent un Heel Turn en rejoignant le premier pour attaquer le second, et les trois hommes reforment 'The Club avec le geste Too Sweet. Le 29 juillet à Raw, ils redeviennent champions par équipe de Raw en battant les Revival et les Usos dans un Triple Threat Tag Team Match, remportant les titres pour la seconde fois. Le 19 août à Raw, ils perdent face à Braun Strowman et Seth Rollins, ne conservant pas leurs titres.
Le 6 octobre à Hell in a Cell, le trio perd par disqualification face aux Viking Raiders et à Braun Strowman dans un 6-Man Tag Team match. Le 31 octobre à Crown Jewel, ils remportent la coupe du monde par équipe de la WWE, en battant successivement le New Day et les Viking Raiders dans un Nine-Team Tag Team Turmoil Match.
Le 15 avril, la WWE résilie leurs contrats.

### Impact Wrestling (2020-2022)

#### Débuts et Impact World Tag Team Champions (2020-2021)
Le 18 juillet 2020, Gallows et Anderson annonce qu'ils ont signé avec Impact Wrestling et qu'ils seront à Slammiversary. Lors de Slammiversary 2020, ils viennent sauver le nouveau Impact World Champion Eddie Edwards d'une attaque de Ace Austin et Madman Fulton avant de célébrer avec Edwards.
Lors du Impact Wrestling du 28 juillet, ils font leurs débuts en battant Reno Scum. Après le match, ils sont attaqués par Austin et Fulton. Lors de Emergence, ils battent Ace Austin et Madman Fulton. Le 29 septembre à Impact, ils battent Dez & Wentz. Le 20 octobre à Impact, ils battent The North.
Lors de Bound for Glory 2020, ils perdent contre The North (Ethan Page et Josh Alexander) dans un Four Way Match qui comprenaient également Ace Austin et Madman Fulton et Chris Sabin et ne remportent pas les Impact World Tag Team Championship. Lors de Turning Point, ils battent The North et remportent les Impact World Tag Team Championship pour la première fois de leur carrière,.

#### Heel Turn et alliance avec Kenny Omega (2020-2021)
Lors de Final Resolution, Anderson bat Ethan Page après avoir passé un moment avec Kenny Omega. Le 15 décembre à Impact, Anderson bat Chris Sabin, après le match, Anderson & Gallows effectuent un heel turn en attaquant avec Kenny Omega les Motor City Machine Guns et Rich Swann.
Le 5 janvier 2021 à Impact, ils tabassent avec Omega de nouveau Swann et les Motor City Machine Guns. Lors de Hard to Kill (2021), ils font équipe avec Kenny Omega et battent Chris Sabin, Moose et Rich Swann.
Le 9 février à Impact, ils conservent leur titres contre Chris Sabin et James Storm en perdant contre ces derniers par disqualification à cause d'une intervention de Private Party dirigé par Matt Hardy,. Lors de No Surrender 2021, ils conservent leur titres contre Chris Sabin et James Storm dans un Three Way Match qui comprenaient également Private Party. Lors de Sacrifice (2021), ils perdent les titres contre FinJuice (Juice Robinson et David Finlay),.
Lors de Slammiversary XIX, ils battent Violent By Design (Joe Doering et Rhino) dans un Four-way Tag Team Match qui comprenaient également Rich Swann et Willie Mack ainsi que Fallah Bahh et No Way et remportent les Impact World Tag Team Championship pour la deuxième fois.

#### Retour dans le Bullet Club (2022)
Lors de No Surrender (2022), ils conservent les titres contre les Guerrillas of Destiny à la suite de l'intervention de Jay White qui porte son  Blade Runner sur Tama Tonga, virant ce dernier et son frére du Bullet Club et permettant à Gallows et Anderson de réintegrer le clan,.

### All Elite Wrestling (2021)
Lors de New Year's Smash - Tag 1, ils font leurs débuts à la All Elite Wrestling en attaquant Jon Moxley qui attaquait Kenny Omega et plusieurs catcheurs qui avaient tenté d'aider ce dernier avant de célébrer avec les Young Bucks avec le signe "too sweet" que Omega, les Good Brothers et les Young Bucks utilisaient ensemble à la New Japan Pro Wrestling.
Lors de Beach Break, ils font équipe avec Kenny Omega et battent Death Triangle (PAC et Rey Fenix) et Jon Moxley. Le 31 mars à Dynamite, ils battent Laredo Kid et les Lucha Brothers.

### Retour à la New Japan Pro Wrestling (2021-2022)
En juin 2021, il a été annoncé qu'ils reviennent à la New Japan Pro Wrestling pour participer au Tag Team Turbulence tournament.

### Retour à la World Wrestling Entertainment (2022-2025)
Le 10 octobre 2022 à Raw, ils effectuent leur retour à la World Wrestling Entertainment, 2 ans et 6 mois après leur renvoi, en tant que Face, aux côtés d'AJ Styles, puis les trois hommes provoquent une bagarre avec le trio du Judgment Day. Le 5 novembre à Crown Jewel, ils perdent face au Judgment Day dans un 6-Man Tag Team match.
Le 8 février 2025, ils sont licenciés par la WWE.

## Palmarès
- Impact Wrestling
  - 3 fois Impact World Tag Team Champions

- Lariato Pro Wrestling Guild
  - 1 fois Lariato Pro Tag Team Champions (actuels)[82]

- New Japan Pro Wrestling
  - 3 fois IWGP Tag Team Champions
  - 1 fois NEVER Openweight Championship - Karl Anderson (actuel)
  - World Tag League (2013)

- World Wrestling Entertainment
  - 2 fois WWE Raw Tag Team Champions
  - WWE Tag Team World Cup (2019)